# Calilena magna
Calilena magna là một loài nhện trong họ Agelenidae.
Loài này thuộc chi Calilena. Calilena magna được Ralph Vary Chamberlin & Wilton Ivie miêu tả năm 1941.